# فرودگاه کوکیا
فرودگاه کوکیا (به انگلیسی: Caucayá Airport) یک فرودگاه همگانی با کد یاتا LQM است که یک باند فرود آسفالت دارد و طول باند آن ۱٬۲۰۰ متر است. این فرودگاه در کشور کلمبیا قرار دارد و در ارتفاع ۱۷۵ متری از سطح دریا واقع شده‌است.

## شرکت‌های هواپیمایی و مقصدهای پروازی
| شرکت‌های هواپیمایی | مقصدهای پروازی |
| ----------------- | -------------- |
| ساتنا             | سوم مه         |